# Chlorpromazin
Chlorpromazin (INN) je typické antipsychotikum. Patří do třídy fenothiazinů, podtřídy fenothiazinů s alifatickým postranním řetězcem. Byl poprvé syntetizován 11. prosince 1950. Byla to první látka, vyvinutá a používaná od roku 1954 jako antipsychotikum a stala se prototypem pro celou třídu fenothiazinových neuroleptik, později byly vyvinuty další fenothiaziny také s antihistaminovým, antiemetickým, ještě později i antiarytmickým účinkem. Zavedení chlorpromazinu do léčby psychiatrických onemocnění znamenalo průlom v terapii, vytvořil předpoklady k deinstitucionalizaci psychoterapie.
Chlorpromazin působí na řadu receptorů v centrálním nervovém systému. Jeho antidopaminergický účinek může, zejména po delším podávání, vyvolat extrapyramidální symptomy (pseudoparkinsonismus) jako akathisie (neposednost), (typicky jako bezúčelná nutkavá neustálá chůze drobnými šouravými krůčky), dystonie, tardivní dyskinesie (neustálý pomalý třes s velkým rozkyvem), který může být i jako trvalý následek léčby. V poslední době je chlorpromazin nahrazován jinými neuroleptiky, obvykle lépe tolerovanými, a jeho užití je omezováno na menší okruh indikací. Intravenózní injekce je velmi dráždivá a proto se používá jen ve výjimečných případech (premedikace před chirurgickým zákrokem, tetanus, těžká škytavka a podobně).